# やくざ対Gメン 囮
「やくざ対Gメン 囮」（やくざたいGメンおとり）は、1973年6月7日に公開された日本映画。主演・梅宮辰夫・松方弘樹主演、監督・工藤栄一。東映京都撮影所製作、東映配給。東映実録路線の一本。
保釈を餌に警察のスパイになったヤクザ・伊勢定男(松方弘樹)と、ヤクザになりすまし潜入捜査を行う麻薬Gメン・阿久津竜介(梅宮辰夫)のコンビが、麻薬撲滅のために隠密行動を進めていく。

## キャスト
- 阿久津竜介：梅宮辰夫
- 伊勢定男：松方弘樹
- 島崎益男：渡辺文雄
- 倉橋直次：三上真一郎
- 松川松治：藤岡重慶
- 三島憲一：曽根晴美
- 滝川進：唐沢民賢
- 河野新：大木晤郎
- 池義男：成瀬正孝
- 星功一：久田雅臣
- 夏井源吉：岩尾正隆
- 永野保：菅貫太郎
- 李麗子：堀越光恵
- 清水真澄：三島ゆり子
- 山口由美：加納えり子
- 杉本マリ：一の瀬レナ
- 小田切順三：中村錦司
- 本多所長：疋田泰盛
- 安川所長：那須伸太朗
- 箕浦宇一郎：金子信雄
- 北政男：名和広
- 神崎：片桐竜次
- 金井安吉：林彰太郎
- 前川温：宇崎尚韶
- 玉村鉄也：阿波地大輔
- 池田勇吉：宮城幸生
- 黄哲雄：丘路千
- 張炎生：北村英三
- 陣友仁：毛利清二
- 欧の手下：木谷邦臣
- チンピラ：松本泰郎
- 皆川剛：川谷拓三
- 秋田税関吏：笹木俊志
- 楊明徳：大城泰
- 中国人水夫：奈辺悟
- 交通警官：有島淳平
- キャバレーのボーイ：山下義明
- 李忠信：菅原文太

## スタッフ
- 監督：工藤栄一
- 脚本：高田宏治
- 原作：飯干晃一
- 企画：日下部五朗
- 撮影：赤塚滋
- 美術：鈴木孝俊
- 音楽：松原曾平
- 録音：中山茂二
- 照明：和多田弘
- 編集：市田勇
- 助監督：関本郁夫

## キャッチコピー
この中に密告者がいる！

梅宮・松方・菅原

仁義なき戦いのトリオが

武装麻薬団の抗争に斬りこむ実録シリーズ

苛酷な指令は下った

スミス&ウエッソン38口径を懐にぶちこんで

悪徳Gメンひとり武装麻薬組織へ姿を消した。

## 作品評
「実録シリーズ」として宣伝されたが、公開当時の文献に「"実録シリーズ"と銘打たれているが、実際にあった事件をヒントにしたから"実録"だと売るには問題があるんじゃないか。東映の実録シリーズは、『仁義なき戦い』とか『実録安藤組 襲撃篇』『実録 私設銀座警察』とか、非常に大きな事件の映画化だというイメージが観客にはある。だからあまり安売りしないで、この映画などは実録で売らなくても充分面白い素材なのだから商売になるはずだ」などと批判されている。本作は東映のヤクザ映画、実録映画を扱った書籍でもほとんど取り上げられない。

## 備考
2020年2月に東池袋の新文芸坐で梅宮辰夫の追悼特集で上映された際、経年劣化によりフィルムが遜色していると断りがあった。

## 同時上映
『やさぐれ姐御伝 総括リンチ』
- 主演：池玲子／監督：石井輝男